# أوربانو سانتوس دا كوستا أراوجو
أوربانو سانتوس دا كوستا أراوجو (3 فبراير 1859 - 7 مايو 1922) كان سياسيًا برازيليًا، وكان نائب رئيس البرازيل من 15 نوفمبر 1914 إلى 14 نوفمبر 1918 تحت حكم فنسيسلاو براس. بصفته النائب السابع لرئيس البرازيل، شغل أيضًا منصب رئيس مجلس الشيوخ.